# Pilgrimstoner (sångbok)
1. Pilgrimstoner gavs ut som sju häften i Jönköping och Västergötland från 1872 och framåt.
2. Pilgrimstoner gavs ut i två samlingar 1886 och 1887 av förlaget Sanningsvittnet. Den första samlingen med 178 sånger, den andra med nr 179-251. 1892 gav en sammanbunden upplaga ut, kompletterad med några psalmer ur Svenska kyrkans psalmbok från 1819.
3. Pilgrimstoner gavs ut som en sångbok med andliga sånger för fribaptisterna.

Boken utkom 1886 till 1905 under namnet Pilgrims-Cittran som hade givits ut i sex upplagor. 1913 omarbetades sångboken och utgavs under det nya namnet Pilgrimstoner som gavs ut i två upplagor och användes ända till 1957 då en helt ny, tredje, upplaga kom som innehöll 560 psalmer.